# Киевский научно-исследовательский институт судебных экспертиз

## История
КНИИСЭ основан в 1913 г. как «Кабинетъ научно-судебной экспертизы при прокурорѣ Кіевской судебной палаты». Первым руководителем стал известный российский криминалист Сергей Михайлович Потапов.
Функции Кабинета были подобны современным: проведение судебных экспертиз по заданиям органов досудебного следствия, прокуроров, судей; разработка и создание методов и методик исследования вещественных доказательств в криминальных и гражданских делах на стадиях досудебного следствия или судебного рассмотрения; проведение разъяснительной работы с органами, которые назначили судебную экспертизу, о возможностях Кабинета и порядке подготовки материалов и задач на судебную экспертизу; участие в научных конференциях криминалистов и судебных медиков, в административных совещаниях и т. д.(КРАТКІЙ ОЧЕРКЪ ДѢЯТЕЛЬНОСТИ КАБИНЕТОВЪ НАУЧНО-СУДЕБНОЙ ЭКСПЕРТИЗЫ ВЪ 1914 ГОДУ. Изъ «Журнала Министерства Юстиціи». Іюнь 1915 г. Петроградъ. Сенатская Типографія. 1915. — Стр. 3; 21-22; 25-26.)
В 1991 году создан отдел автоматизации проведения экспертиз, после чего успешно в экспертную практику начали внедряться новые технологии.
В 1992 году деловодство в институте было полностью переведено на украинский язык, хотя еще до 2006 года официальный бланк института был выполнен на русском и украинском языках.
В 1993 году создан сектор судебно-автотовароведческих экспертиз в составе лаборатории судебно-автотовароведческих исследований, а также в составе той же лаборатории сектор судебно пожарно-технических исследований, который со временем отделился в отдельную лабораторию, однако уже в 2005 году был упразднен до уровня сектора при лаборатории судебных строительно-технических экспертиз.
В 1994 году создан отдел метрологического обеспечения.
Институт имеет международный авторитет как активный разработчик новых методик экспертных исследований.
За послевоенный период защищено 6 докторских и более 40 кандидатских диссертаций, опубликовано больше 1300 научных работ.
Имеет собственную информационную базу: научную библиотеку (более 50 тыс. экземпляров), многолетний архив экспертных исследований.

## Руководство
Директор — Рувин Александр Григорьевич